# Pargietes
Pargietes (llatí: pargyetae, grec pargyetai) fou un poble de les muntanyes Paropamisus (Hindu Kush), al sud-oest de Kabul, esmentat per Ptolemeu. El seu nom derivaria de la paraula sànscrita parvata que vol dir muntanya.